# Jordan Glasgow
Jordan Glasgow (Aurora, 28 giugno 1996) è un giocatore di football americano statunitense che milita nel ruolo di linebacker per gli Indianapolis Colts della National Football League (NFL).

## Carriera

### Indianapolis Colts
Glasgow al college giocò a football con i Michigan Wolverines dal 2016 al 2019. Fu scelto nel corso del sesto giro (213º assoluto) del Draft NFL 2020 dagli Indianapolis Colts. Debuttò come professionista subentrando nella gara del primo turno contro i Jacksonville Jaguars. A fine stagione fu inserito nella formazione ideale dei rookie dalla Pro Football Writers Association.

## Palmarès
- PFWA All-Rookie Team - 2020

## Famiglia
Glasgow è fratello di Graham, centro dei Denver Broncos, e di Ryan, defensive tackle dei New Orleans Saints.